# Conrad Hotels

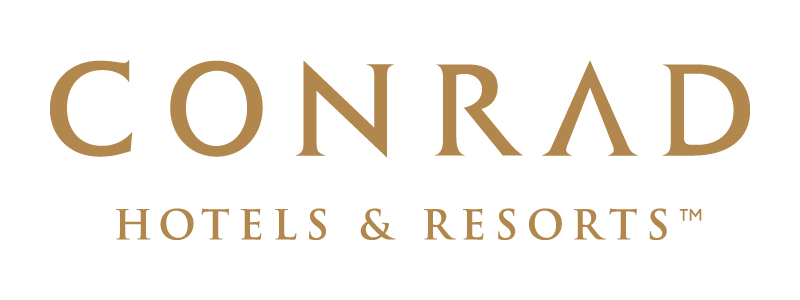
Logo van Conrad Hotels

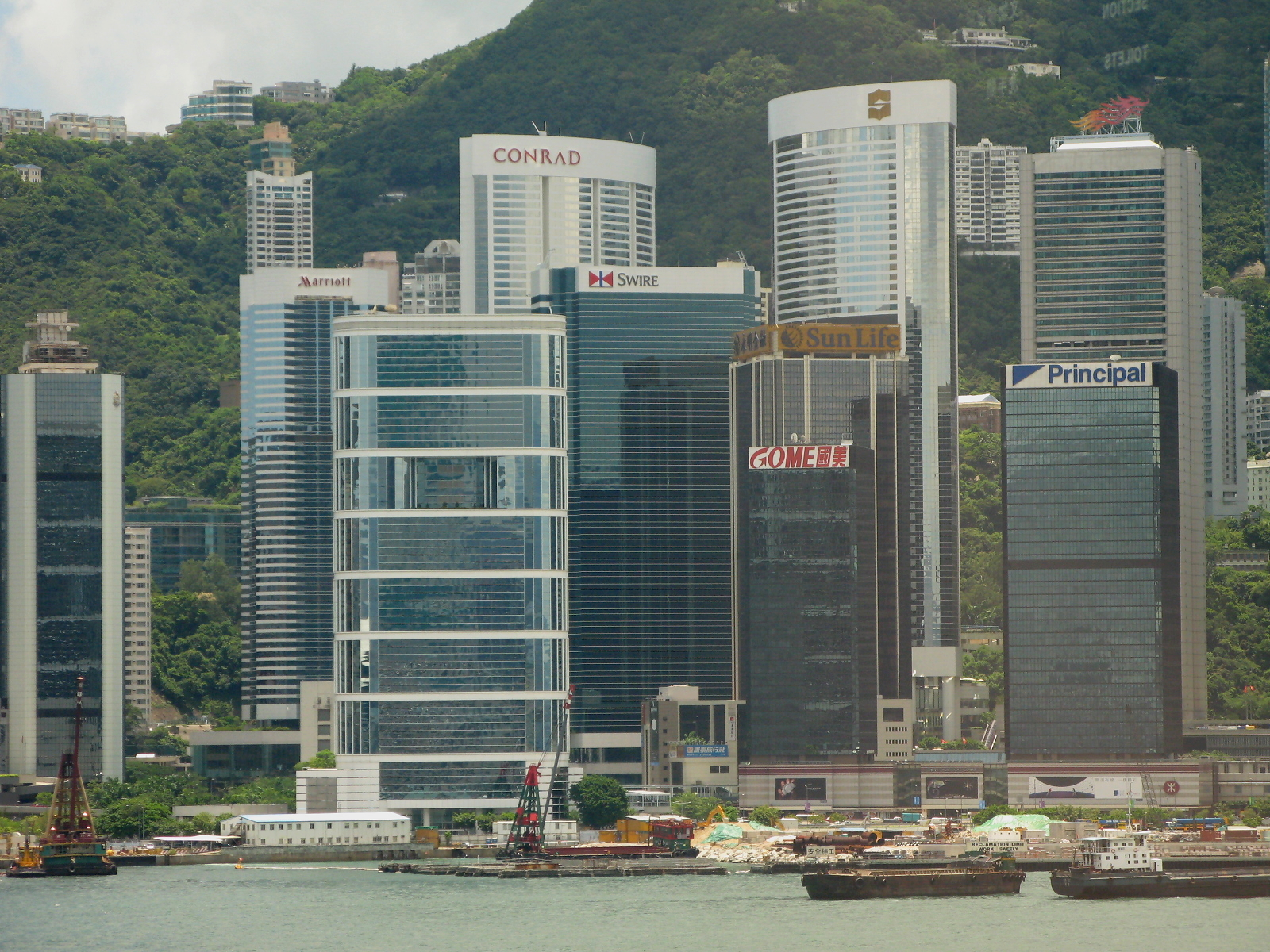
Conrad Hongkong

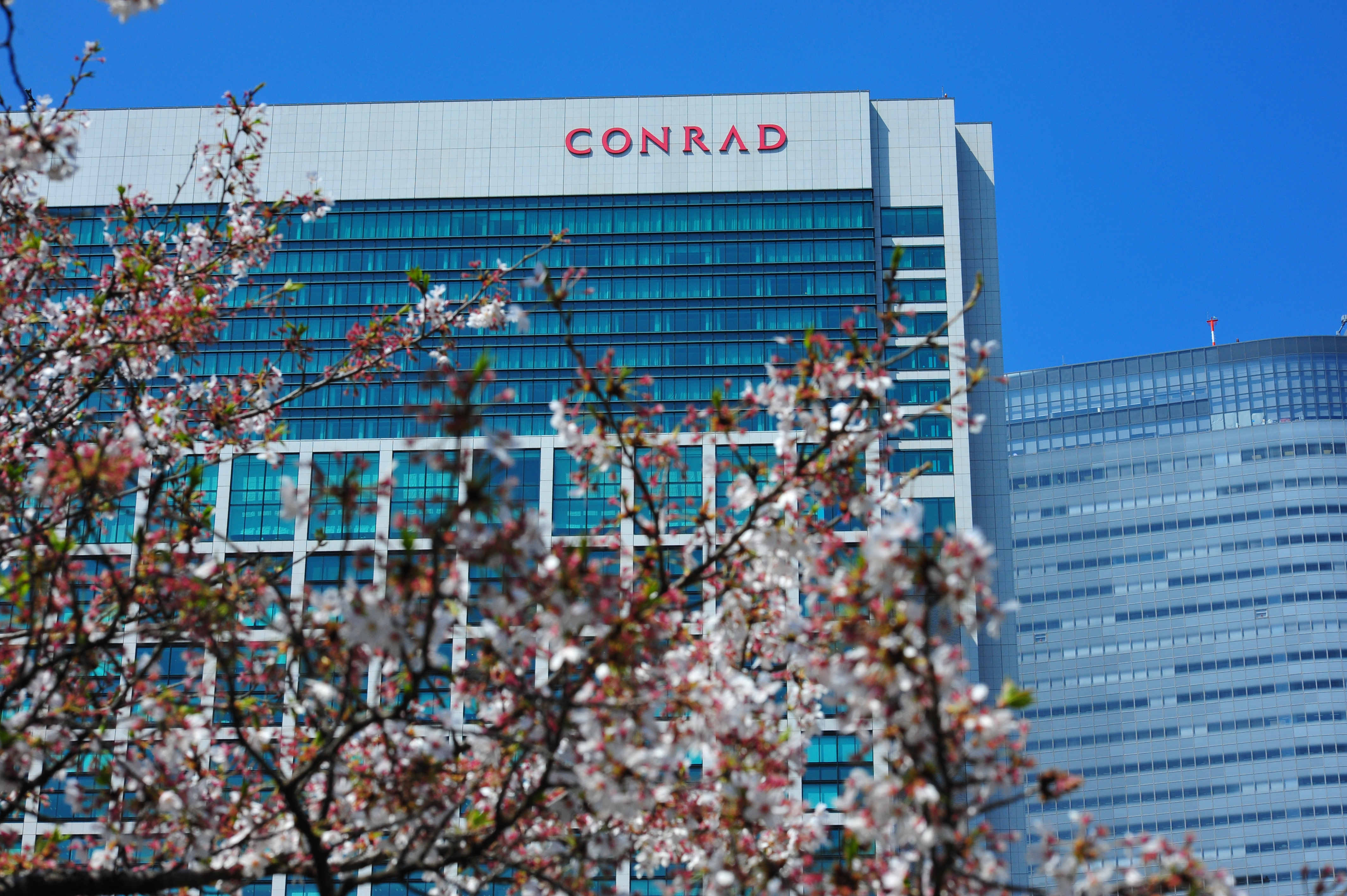
Conrad Tokio

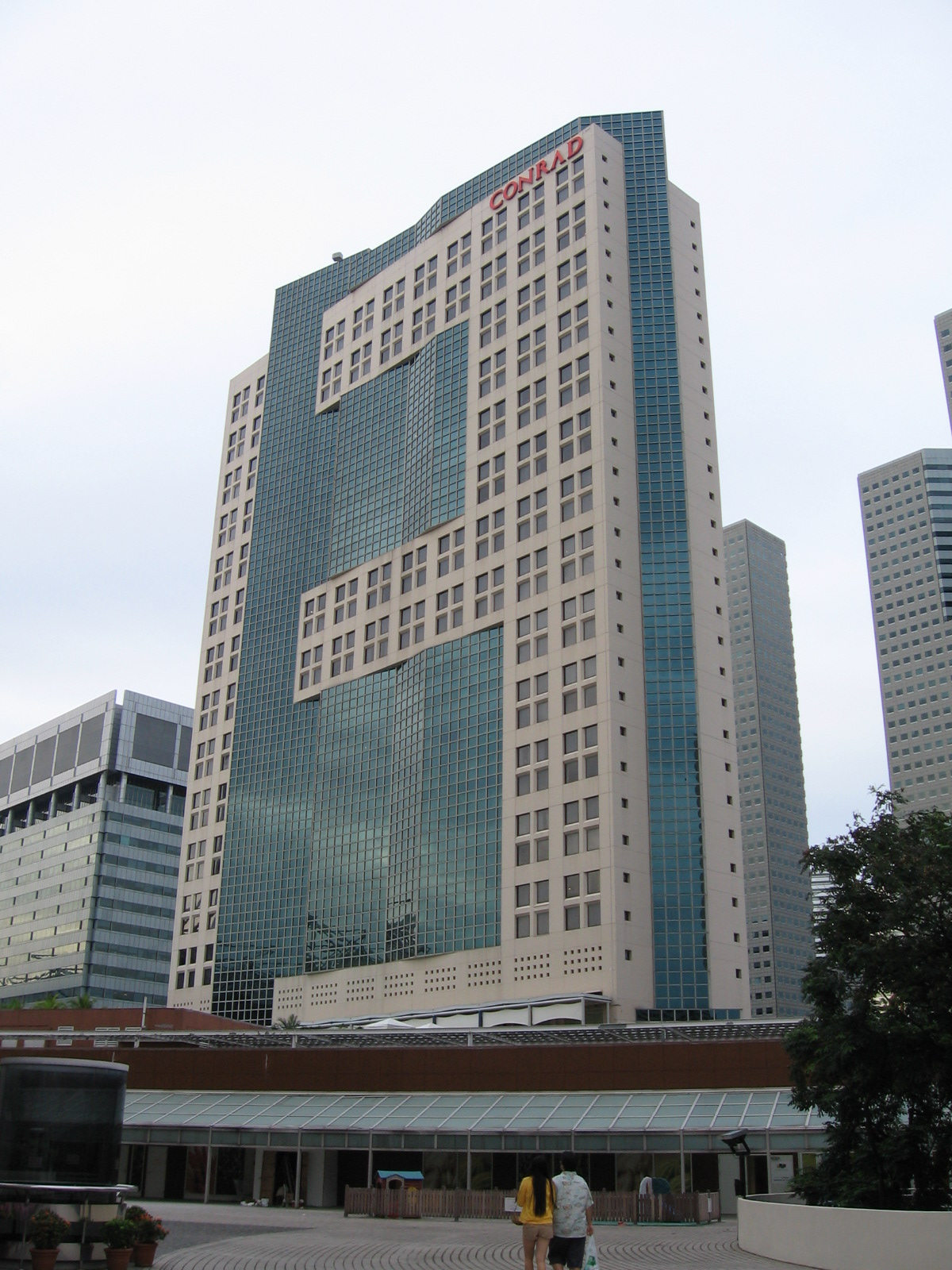
Conrad Centennial Singapore

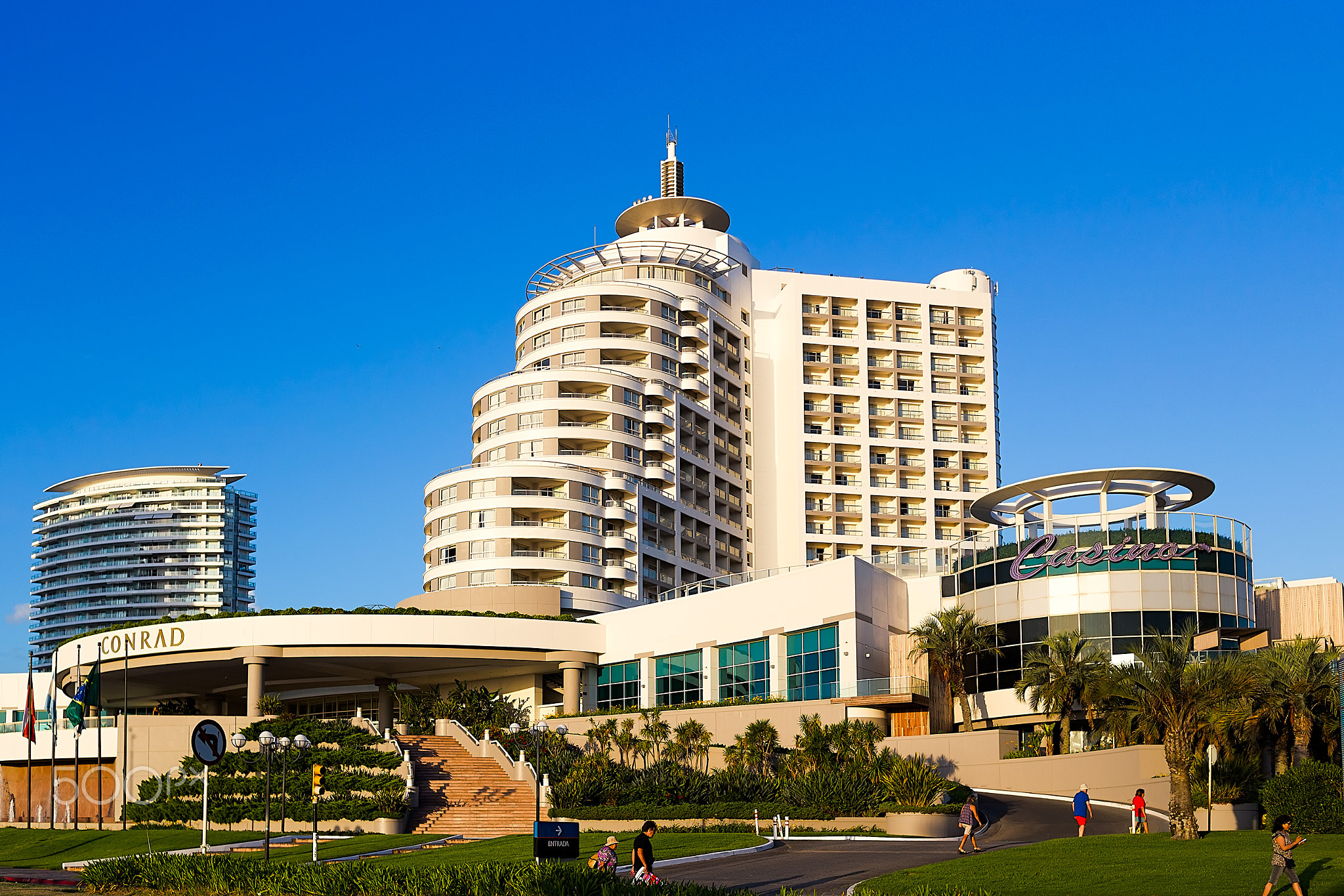
Conrad Punta del Este

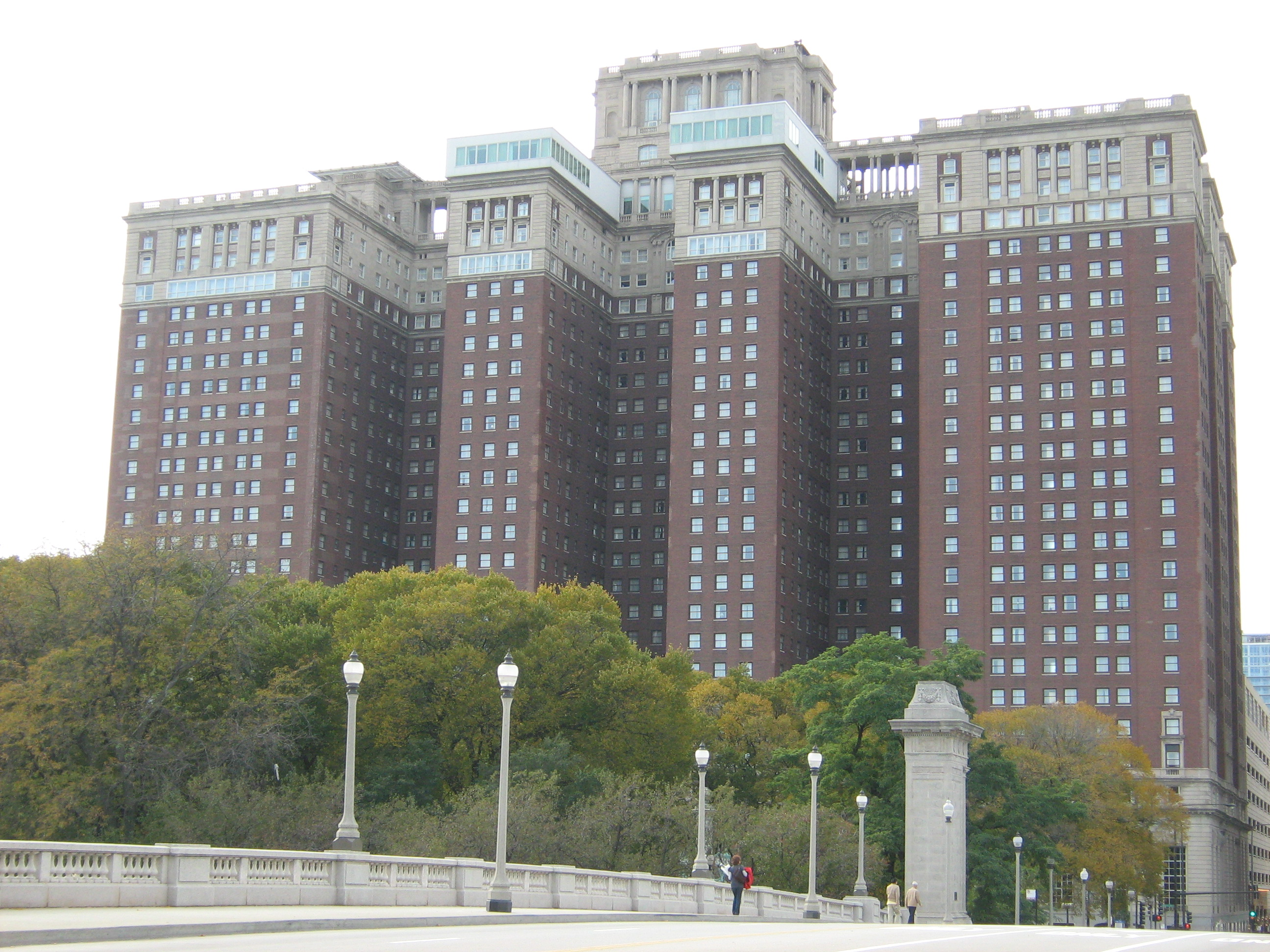
Conrad Hilton Chicago

Conrad Hotels is een internationaal luxehotel- en resortsketen die wordt beheer door Hilton Worldwide. Conrad was altijd de meest luxe keten binnen Hilton Worldwide totdat het werd voorbijgestreefd door Waldorf Astoria Hotels & Resorts in 2006.

## Huidige hotels
In december 2009 bevatte deze hotelketen de volgende 18 hotels.

### Europa

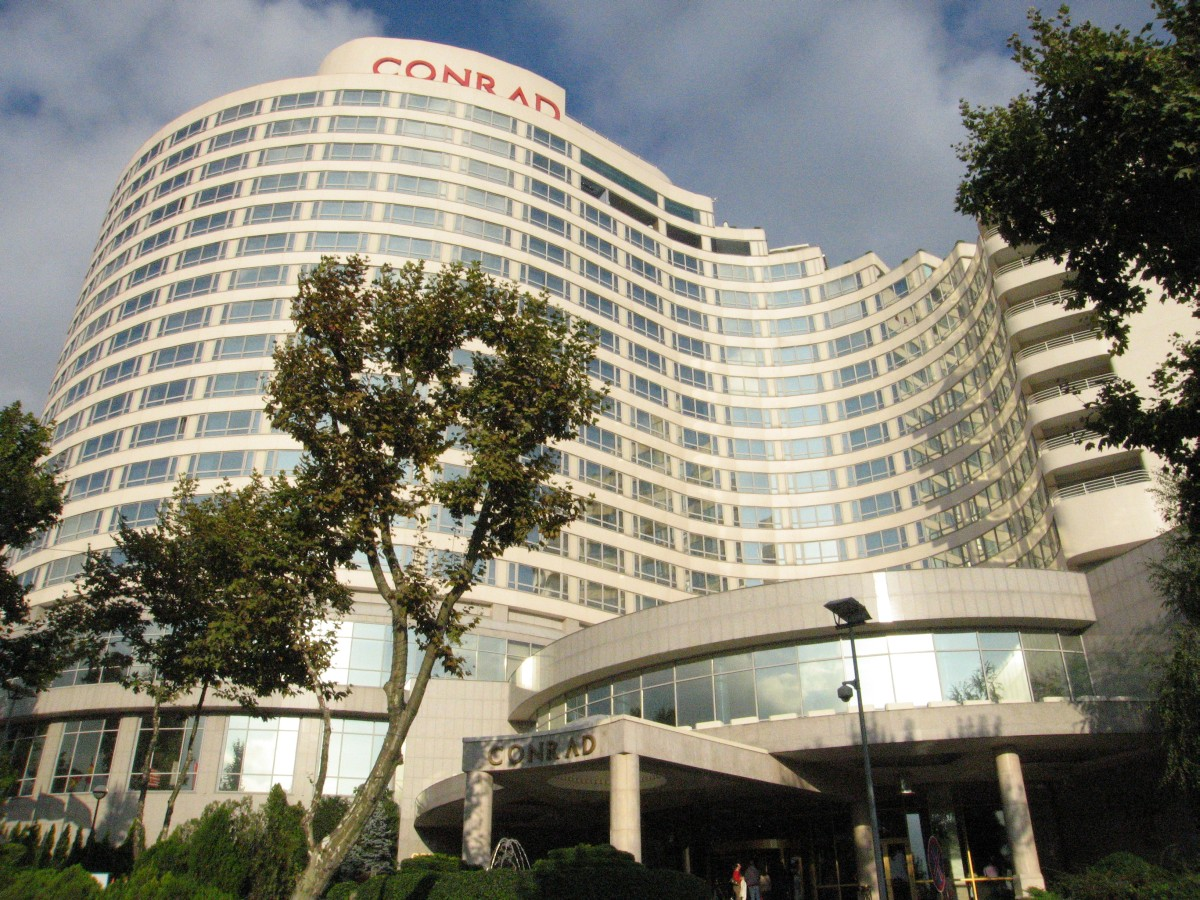
Conrad Istanboel

#### België
- Brussel

#### Ierland
- Dublin

### Midden-Oosten

#### Turkije
- Istanboel

#### Egypte
- Caïro

### Azië en Oceanië

#### Australië
- Brisbane
- Gold Coast

#### Hong Kong
- Pacific Place, Hongkong

#### Indonesië
- Bali

#### Japan
- Tokio

#### Malediven
- Malediven

#### Singapore
- Singapore

#### Thailand
- Bangkok

### Noord- en Zuid-Amerika

#### Verenigde Staten
- Chicago
- Indianapolis
- Miami

#### Uruguay
- Punta del Este

#### Puerto Rico
- San Juan

## Nieuwe hotels
Nieuwe hotels worden gebouwd in:
- Conrad Koh Samui, Thailand (2011)
- Conrad Algarve, Portugal (2011)
- Conrad New York (2011)
- Conrad Dubai (2011)
- Conrad Seoul (2012)
- Conrad Dalian, China (2012)
- Conrad Beijing (2012)
- Conrad Fiji (2012)
- Conrad Bangalore (2013)
- Conrad Guangzhou, China (2013)
- Conrad Ubud, Indonesia (2013)
- Conrad Tianjin, China (2013)
- Conrad Mumbai (2014)